# Les Aventures de Aussie et Ted
 (mars 2011).
Si vous disposez d'ouvrages ou d'articles de référence ou si vous connaissez des sites web de qualité traitant du thème abordé ici, merci de compléter l'article en donnant les références utiles à sa vérifiabilité et en les liant à la section « Notes et références ».

Les Aventures de Aussie et Ted (Aussie and Ted's Great Adventure) est un téléfilm humoristique américain d'une durée de 1 h 35, créé en 2009 par le réalisateur Shuki Levy.

## Synopsis
Les Brooks vivent à San Francisco. Le meilleur ami de Lennie la petite dernière, est Aussie, le chien de la famille. Tous deux sont absolument inséparables. Tout change lorsque Lennie reçoit un cadeau un extraordinaire ours en peluche. Jaloux de ce jouet que la fillette ne quitte plus, le chien le dérobe et le cache. Devant la tristesse de son amie, Aussie décide de lui rendre son ours. Mais Aussie remarque que quelqu'un l'a volé. Comment le retrouver dans une si grande ville ? Aussie devra vivre une grande aventure.

## Distribution
- Dean Cain (VF : Emmanuel Curtil) : Michael Brooks
- Timothy Starks : Mr. Jones
- Alejandro Patino : Carlos
- Brandon Ng : Yi Chen
- Angela Martinez : Monica
- Emily Kuroda : Mei Mei
- Kirstin Eggers : Amelia Brooks
- Leo Howard : Eric Brooks
- Alyssa Shafer : Laney Brooks
- Jordan Levy : Julia
- Odessa Chiklis : Samantha
- Peter Kwong : Mr. Chen
- Brian Burrows : Mortimer
- Vanessa Bell Calloway : Mrs. Jones